# Spinomantis tavaratra
Espèce
Spinomantis tavaratra est une espèce d'amphibiens de la famille des Mantellidae.

## Répartition
Cette espèce est endémique de Madagascar. Elle se rencontre entre 650 et 1 300 m d'altitude dans les forêts humides du Nord-Est de l'île.

## Description
Les 8 spécimens mâles adultes observés lors de la description originale mesurent entre 30,5 mm et 36,0 mm de longueur standard et les 6 spécimens femelles adultes observés lors de la description originale mesurent entre 31,6 mm et 33,3 mm de longueur standard.

## Étymologie
Son nom d'espèce, du malgache tavaratra, « le nord », lui a été donné en référence à sa distribution actuellement connue.

## Publication originale
- Cramer, Rabibisoa & Raxworthy, 2008 : Descriptions of two new Spinomantis frogs from Madagascar (Amphibia: Mantellidae), and new morphological data for S. brunae and S. massorum. American Museum Novitates, no 3618, p. 1-22 (texte intégral).